# Sauropus huntii
Sauropus huntii là một loài thực vật có hoa trong họ Diệp hạ châu. Loài này được (Ewart & O.B.Davies) Airy Shaw miêu tả khoa học đầu tiên năm 1980.